# 土井杏奈
土井杏奈（日语：／ Doi Anna，1989年4月5日—），日本女子羽毛球运动员。大阪府出生，畢業於西陵中学校、滋賀女子高校及立命館大学，現隸屬於YONEX羽毛球部。

## 簡歷
2014年4月，土井杏奈在大阪國際挑戰賽女單決賽，以0比2（13-21、14-21）不敵橋本由衣，屈居亞軍，但已創下個人生涯最佳的國際賽成績。

## 主要比賽成績
只列出曾進入準決賽的國際賽事成績：
| 年份   | 賽事                 | 公開賽級別 | 項目     | 拍檔     | 成績   |
| ------ | -------------------- | ---------- | -------- | -------- | ------ |
| 2013年 | 大阪羽毛球國際挑戰賽 | 國際挑戰賽 | 女子單打 | －       | 準決賽 |
| 2013年 | 大阪羽毛球國際挑戰賽 | 國際挑戰賽 | 女子雙打 | 內藤真實 | 準決賽 |
| 2014年 | 大阪羽毛球國際挑戰賽 | 國際挑戰賽 | 女子單打 | －       | 亞軍   |

| 2007-2017年 | 首要超級賽 | 超級賽 | 黃金大獎賽 | 大獎賽 | 國際挑戰賽 | 國際系列賽 | 未來系列賽 | 其他 |

| 2018-2026年 | 總決賽 | 超級1000賽 | 超級750賽 | 超級500賽 | 超級300賽 | 超級100賽 | 國際挑戰賽 | 國際系列賽 | 未來系列賽 | 其他 |